# 九月二十日街 (罗马)

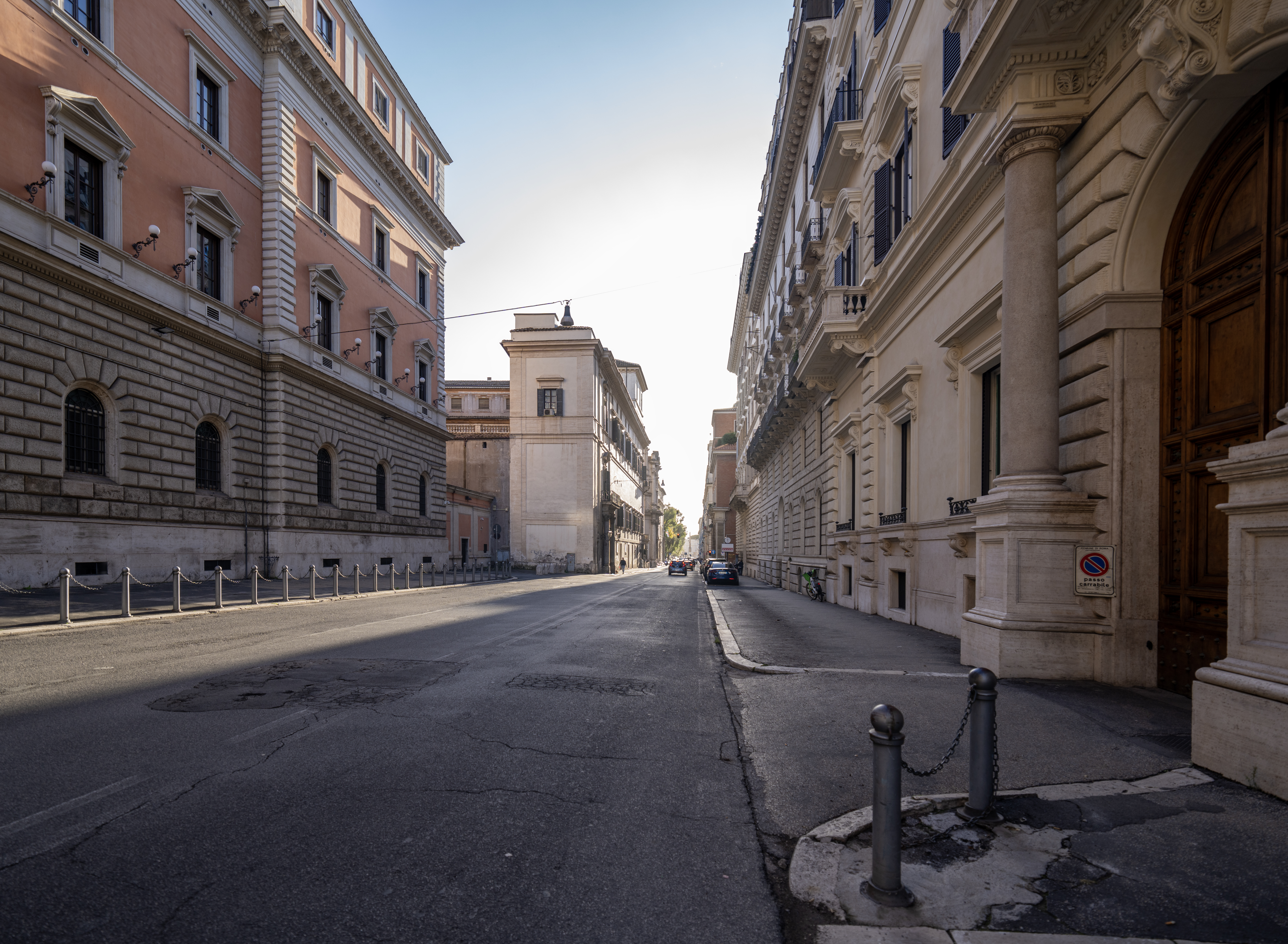
九月二十日街

九月二十日街（Via Venti Settembre）是罗马的一条街道，长一公里，连接四喷泉街与庇亚城门广场。
九月二十日街以1870年9月20日攻陷罗马事件命名。这条街原名via che da Montecavallo va alla Porta Nomentana，对应于古代的 via dell'Alta Semita，穿过奎利那雷山。这条路由教宗庇护四世在庇亚城门揭幕，因此得名庇亚街（Strada Pia），直到1870年9月20日。